# Саиб Тебризи
Саиб Табризи (азерб. Saib Təbrizi; перс. صائب تبریزی‎), полное имя Мирза Мухаммед Али Саиб Тебризи (азерб. Mirzə Əli Saib Təbrizi Məhəmməd) (1601—1677) — персидский и азербайджанский поэт, писавший преимущественно на персидском языке, а также на родном азербайджанском. Был популярен в Индии, Средней Азии и Турции. Родился в Сефевидском государстве, в Тебризе.

## Биография

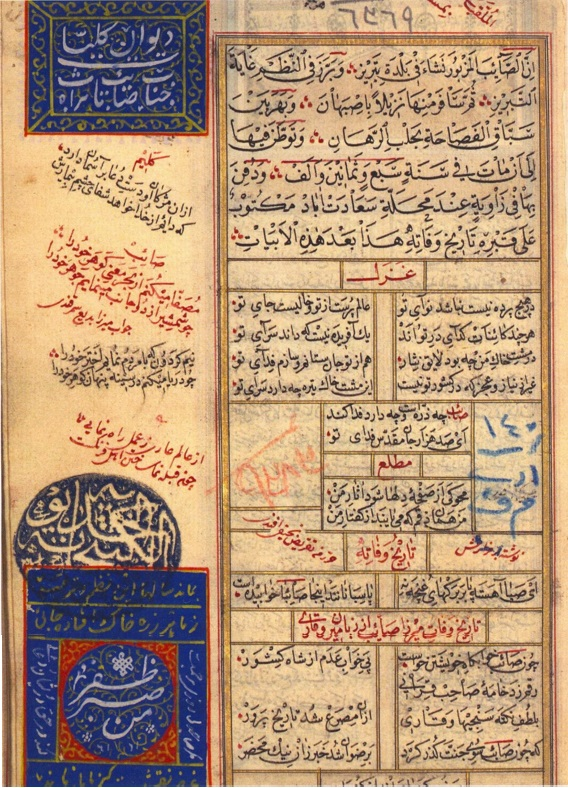
Страница из факсимильной копии рукописи Тебризи на азербайджанском. Институт рукописей НАН Азербайджана (оригинал хранится в Каирской библиотеке)

Саиб Табризи родился в семье тебризского купца Мирзы Абдаль-Рахима, который переселился в начале XVII века в Исфахан, столицу шахства при Аббасе I. Его дядя, Шамсаддин Табризи, был известным придворным летописцем, за свои блестящие каллиграфические способности прозванный «Ширин Гялям» («Сладкое перо»).
Саиб Табризи много путешествовал по арабским странам и Малой Азии, впал в немилость и вынужден был покинуть Исфахан. Дважды ездил в Индию, где в общей сложности пробыл шесть лет. В Индии он бывал на поэтических меджлисах, участвовал в философских дебатах поэтов и сблизился со многими представителями индийского стиля — местными персоязычными литераторами и среднеазиатскими поэтами. После индийской поездки, поэт, уже получивший к тому времени большую известность на родине, возвращается в родной Тебриз.
По приглашению шаха Аббаса II (1648—1666) он вошёл в его литературное окружение и вскоре удостоился звания «меликуш-шуара» — «царя поэтов». Придворную службу Саиб Табризи оставил тотчас после смерти своего покровителя. После смерти шаха Саиб удаляется из двора и занимается только литературным творчеством.
Умер в Исфахане в 1677 году.

## Творчество
Саиб Табризи — преимущественно лирический поэт. К числу ранних его произведений относится его известная поэма «Кандахар-наме», посвященная Кандагарскому походу шаха Аббаса II. Оставил семь диванов, один из них включает стихи на тюркском диалекте его родного Тебриза. Писал панегирики. Особый интерес представляют газели. Многие из них философского содержания, часто соотносятся с вопросами, которые находились в центре внимания поэтов «индийского стиля». На своём родном азербайджанском Саиб Тебризи написал 17 газелей. В своих стихах на азербайджанском Тебризи развивал поэтические традиции Физули. Как поэт имел немало последователей среди деятелей восточной литературы.